# Marc Aburi
Marc Aburi (en llatí Marcus Aburius), va ser un magistrat romà del segle ii aC. Formava part de la gens Abúria, una gens romana d'origen plebeu.
Era tribú de la plebs l'any 187 aC, i es va oposar a concedir el triomf al procònsol Marcus Fulvius, però després hi va accedir a petició del seu col·lega Tiberi Grac (Tiberius Gracchus). Més tard va ser pretor peregrí, el 176 aC.